# Alonso de Salazar y Frías
Pour les articles homonymes, voir Alonso de Salazar, Salazar et Frias (homonymie).
Alonso de Salazar y Frias (Burgos, 1564- ?, 1636) est un prêtre et inquisiteur espagnol connu principalement pour sa participation au tribunal de l’Inquisition espagnole de Logroño qui jugea le cas des sorcières de Zugarramurdi en 1610.  

## Biographie
Alonso de Salazar naît à Burgos en 1564 au sein d’une famille de commerçants et de hauts fonctionnaires. Il étudia le droit canonique à Salamanque et à Siguenza pour finalement devenir prêtre. Il accéda au Saint Office en 1609, pour intégrer le tribunal de Logrono en juillet 1610. Concernant la sorcellerie, ce procès fut le premier et le dernier qui se produit en Espagne et eut lieu dans les villages navarrais de Zugarramurdi et d’Urdazubi.
Quand Salazar arriva au tribunal, le procès avait déjà commencé. Il fut lancé à la suite des déclarations d’une certaine María de Ximildelgui qui affirma avoir participé aux rencontres de sorciers et sorcières en présence d’autres personnes de Zugarramurdi. Certains accusés reconnurent les faits et dénoncèrent à leur tour d’autres personnes. Comme les témoignages concordaient entre eux, le tribunal finit par être convaincu de la véracité des dénonciations. Ces dernières décrivaient les différentes orgies, les apparitions démoniaques et les rites auxquels les participants procédaient pendant les rencontres.
En juin 1610, vingt-neuf personnes parmi les accusés furent jugées coupables par les inquisiteurs. Cependant, Alonso de Salazar qui n’était membre du tribunal que depuis à peine un an, se prononça contre la condamnation au bûcher de Maria de Arburu pour manque de preuves. Après l’autodafé de novembre 1611, durant lequel 18 personnes suspectées de sorcellerie furent graciées, six furent brûlées vives. Les accusées décédées en prison ont été brûlées par l'intermédiaire d'effigies en bois, pour que leur exemple serve tout de même à la foule. Salazar commença alors à douter de la culpabilité du reste des accusés.